# Hydrovatus uniformis
Hydrovatus uniformis är en skalbaggsart som först beskrevs av Leon Fairmaire 1869.  Hydrovatus uniformis ingår i släktet Hydrovatus och familjen dykare. Inga underarter finns listade i Catalogue of Life.